# Лебяжка (село)
 Лебяжка  — село в Новосергиевском районе Оренбургской области. Входит в состав Новосергиевского поссовета.

## География
Находится на левом берегу реки Лебяжка на расстоянии менее 6 километров на юго-запад от районного центра поселка Новосергиевка.

## Население
Население составляло 66 человек в 2002 году (89% русские), 77 по переписи 2010 года.